# Alagoa (kommun)
Alagoa är en kommun i Brasilien.   Den ligger i delstaten Minas Gerais, i den sydöstra delen av landet, 800 km söder om huvudstaden Brasília. Antalet invånare är 2 709.
I omgivningarna runt Alagoa växer huvudsakligen savannskog. Runt Alagoa är det ganska glesbefolkat, med 30 invånare per kvadratkilometer.